# 프티 팔레

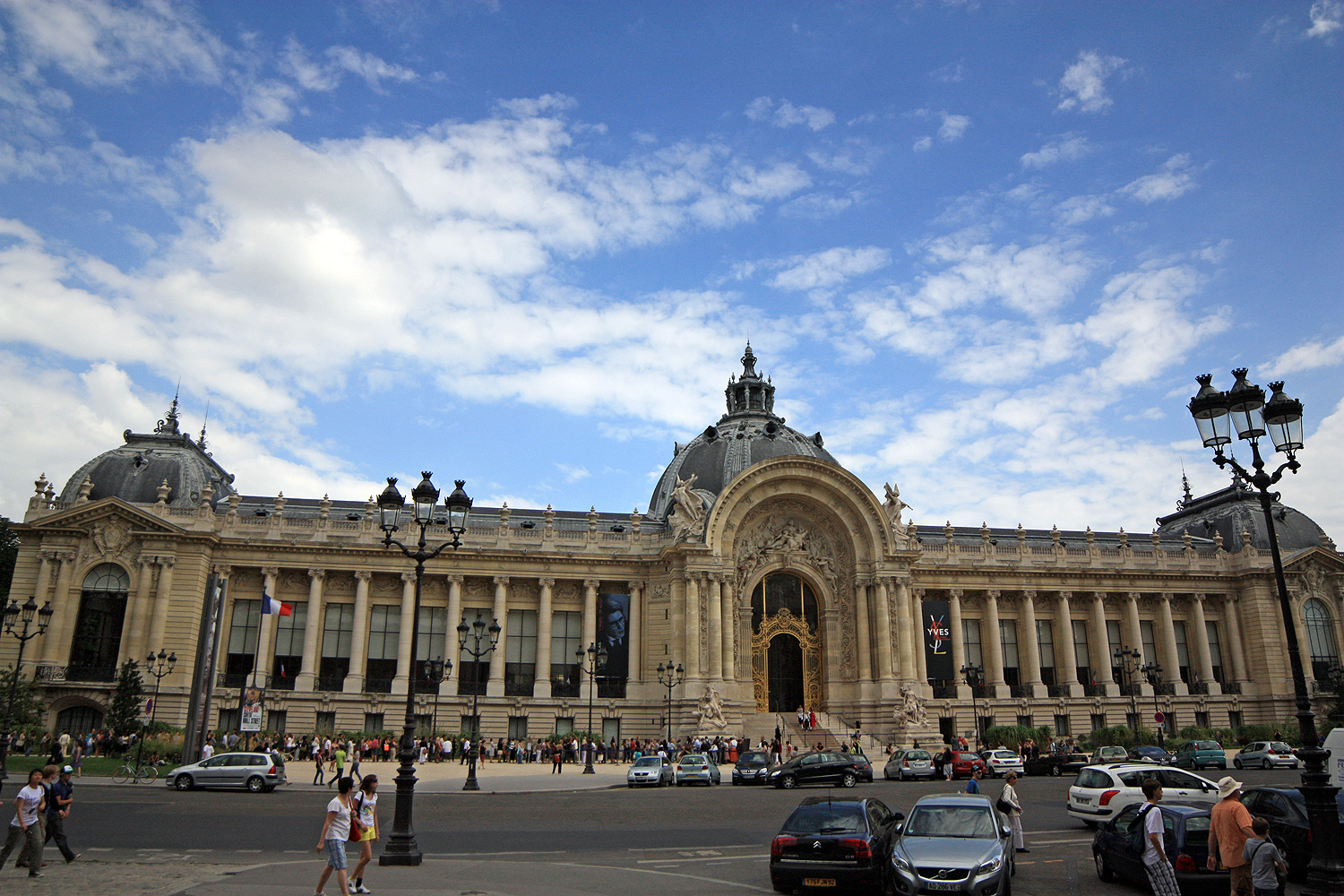
프티 팔레

프티 팔레(프랑스어: Petit Palais→작은 궁전)는 프랑스 파리 8구에 위치한 미술관이다. 본래는 1900년 세계 박람회를 위해 세워진 궁전이다. 현재는 파리 시립 미술관(프랑스어: Musée des Beaux-Arts de la Ville de Paris)로 개관하였다.

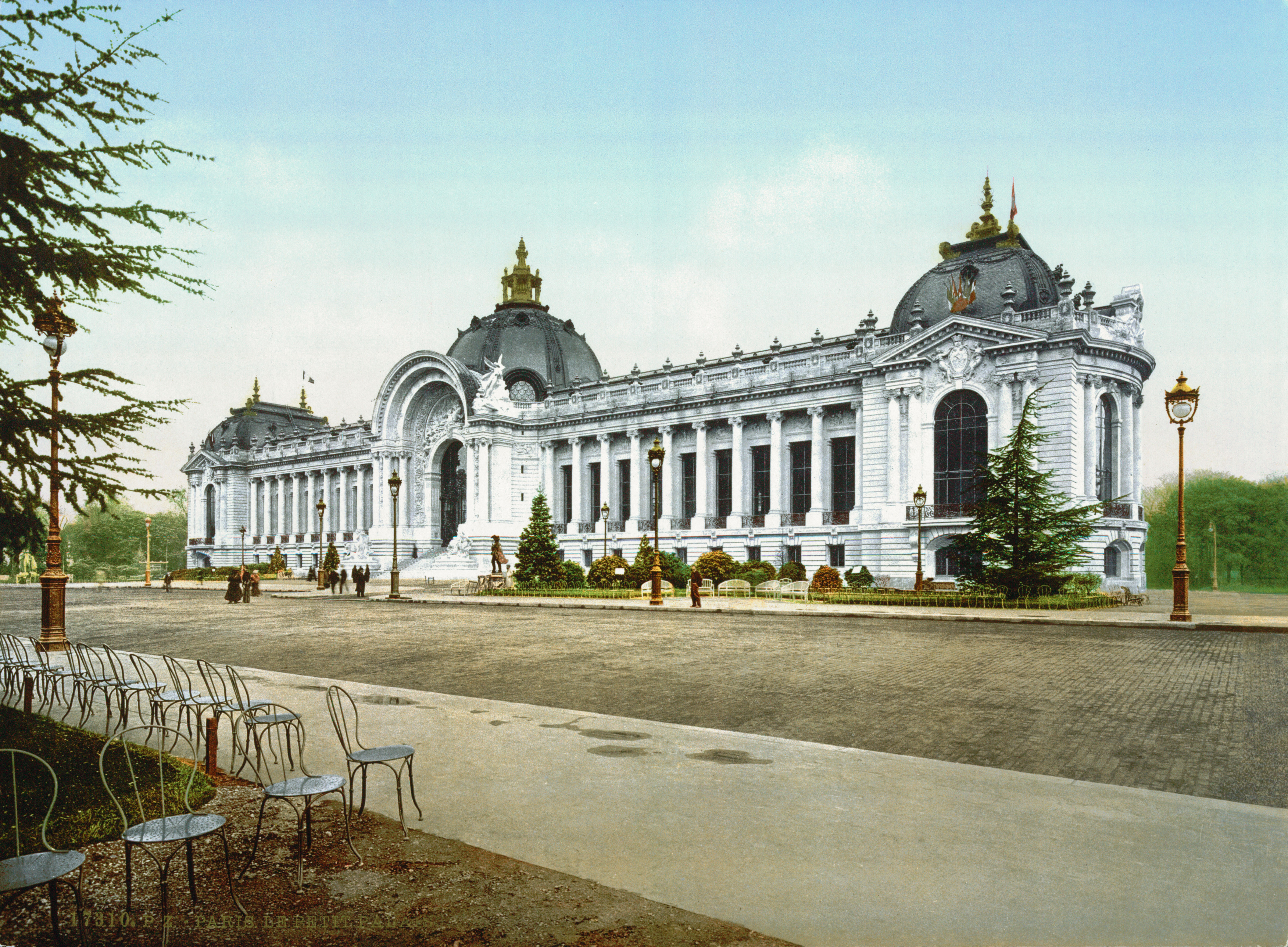
1900년 파리 만국 박람회 프티 팔레 개관시의 모습

그랑 팔레와 알렉상드르 3세 다리와 같은 시기에 지어져, 서로 마주 보는 형태로 세워져 있다. 그랑 팔레의 디자인 총감독인 샤를 지도가 설계하였다.
반원형의 안뜰 주위에 그랑 팔레와 비슷한 건물이 배치되어 있다. 이오니아 양식의 돌기둥과 웅장한 입구와 돔 지붕은 강 건너편에 있는 앵발리드와 호응하고있다. 파리의 도시가 뮤즈 여신들에 둘러싸인 디자인의 삼각 부스는 조각가 장 앙투안 앙잘베르의 작품이다.
1902년에 상설 전시와 특별전이 열리는 파리 시립 미술관이 되었다. 현재 전시실은 2부로 나뉘어 있다. 2001년 1월부터 2005년 6월까지 개장을 위해 폐쇄되어 있었다.

## 같이 보기
- 가장 큰 미술관 목록